# Sekincau (plaats)
Sekincau is een bestuurslaag in het regentschap Lampung Barat van de provincie Lampung, Indonesië. Sekincau telt 5713 inwoners (volkstelling 2010).